# Kirkkojärvi (sjö i Toholampi, Mellersta Österbotten)
Kirkkojärvi är en sjö i kommunen Toholampi i landskapet Mellersta Österbotten i Finland. Sjön ligger 74,7 meter över havet. Arean är 52 hektar och strandlinjen är 4,88 kilometer lång. Sjön  ingår i Lesti å huvudavrinningsområde.   Den ligger omkring 52 kilometer öster om Karleby och omkring 400 kilometer norr om Helsingfors. 